# 小行星列表/128001-128100
| 名稱                        | 臨時編號  | 發現日期      | 發現地點           | 發現者                               |
| --------------------------- | --------- | ------------- | ------------------ | ------------------------------------ |
| 小行星128001                | 2003 HV51 | 2003年4月30日 | 基特峰             | 太空监视                             |
| 小行星128002                | 2003 HU52 | 2003年4月29日 | 可可尼诺县         | 洛厄尔天文台近地小行星搜寻计划       |
| 小行星128003                | 2003 HM53 | 2003年4月27日 | 可可尼诺县         | 洛厄尔天文台近地小行星搜寻计划       |
| 小行星128004                | 2003 HY53 | 2003年4月23日 | 贝尔吉施格拉德巴赫 | 沃尔夫·比克尔                        |
| 小行星128005                | 2003 HH54 | 2003年4月24日 | 可可尼诺县         | 洛厄尔天文台近地小行星搜寻计划       |
| 小行星128006                | 2003 HG55 | 2003年4月25日 | 基特峰             | 太空监视                             |
| 小行星128007                | 2003 HS55 | 2003年4月29日 | 索科罗             | 林肯近地小行星研究小组               |
| 小行星128008                | 2003 JQ1  | 2003年5月1日  | 索科罗             | 林肯近地小行星研究小组               |
| 小行星128009                | 2003 JP6  | 2003年5月1日  | 索科罗             | 林肯近地小行星研究小组               |
| 小行星128010                | 2003 JY7  | 2003年5月2日  | 索科罗             | 林肯近地小行星研究小组               |
| 小行星128011                | 2003 JK8  | 2003年5月2日  | 索科罗             | 林肯近地小行星研究小组               |
| 小行星128012                | 2003 JV9  | 2003年5月3日  | 基特峰             | 太空监视                             |
| 小行星128013                | 2003 JO10 | 2003年5月2日  | 基特峰             | 太空监视                             |
| 小行星128014                | 2003 JR10 | 2003年5月2日  | 海勒卡拉           | 近地小行星追踪                       |
| 小行星128015                | 2003 JR11 | 2003年5月2日  | 索科罗             | 林肯近地小行星研究小组               |
| 小行星128016                | 2003 JK13 | 2003年5月6日  | 卡特林那           | 卡特林那巡天系统                     |
| 小行星128017                | 2003 JL13 | 2003年5月6日  | 基特峰             | 太空监视                             |
| 小行星128018                | 2003 JA14 | 2003年5月7日  | 卡特林那           | 卡特林那巡天系统                     |
| 小行星128019                | 2003 JB15 | 2003年5月5日  | 基特峰             | 太空监视                             |
| 小行星128020                | 2003 JK16 | 2003年5月8日  | 索科罗             | 林肯近地小行星研究小组               |
| 小行星128021                | 2003 JN17 | 2003年5月10日 | 基特峰             | 太空监视                             |
| 小行星128022Peterantreasian | 2003 JV17 | 2003年5月2日  | 卡特林那           | 卡特林那巡天系统                     |
| 小行星128023                | 2003 KE   | 2003年5月20日 | 可可尼诺县         | 洛厄尔天文台近地小行星搜寻计划       |
| 小行星128024                | 2003 KH   | 2003年5月20日 | 可可尼诺县         | 洛厄尔天文台近地小行星搜寻计划       |
| 小行星128025                | 2003 KK   | 2003年5月20日 | 海勒卡拉           | 近地小行星追踪                       |
| 小行星128026                | 2003 KE1  | 2003年5月22日 | 諾加利斯           | Tenagra II                           |
| 小行星128027                | 2003 KT3  | 2003年5月22日 | 芦苇溪             | 约翰·布劳顿                          |
| 小行星128028                | 2003 KM5  | 2003年5月22日 | 基特峰             | 太空监视                             |
| 小行星128029                | 2003 KV7  | 2003年5月23日 | Nashville          | R. Clingan                           |
| 小行星128030                | 2003 KK14 | 2003年5月25日 | 基特峰             | 太空监视                             |
| 小行星128031                | 2003 KM14 | 2003年5月25日 | 可可尼诺县         | 洛厄尔天文台近地小行星搜寻计划       |
| 小行星128032                | 2003 KW17 | 2003年5月27日 | 海勒卡拉           | 近地小行星追踪                       |
| 小行星128033                | 2003 KX17 | 2003年5月27日 | 海勒卡拉           | 近地小行星追踪                       |
| 小行星128034                | 2003 KB18 | 2003年5月27日 | 海勒卡拉           | 近地小行星追踪                       |
| 小行星128035                | 2003 KK18 | 2003年5月29日 | 索科罗             | 林肯近地小行星研究小组               |
| 小行星128036Rafaelnadal     | 2003 KM18 | 2003年5月28日 | 科斯蒂特斯         | Majorca                              |
| 小行星128037                | 2003 KU18 | 2003年5月26日 | 芦苇溪             | 约翰·布劳顿                          |
| 小行星128038Jimadams        | 2003 KK23 | 2003年5月30日 | 托洛洛山           | 马克·W·布伊                          |
| 小行星128039                | 2003 KC35 | 2003年5月29日 | 索科罗             | 林肯近地小行星研究小组               |
| 小行星128040                | 2003 KR35 | 2003年5月30日 | 索科罗             | 林肯近地小行星研究小组               |
| 小行星128041                | 2003 KG36 | 2003年5月30日 | 索科罗             | 林肯近地小行星研究小组               |
| 小行星128042                | 2003 LU   | 2003年6月2日  | 基特峰             | 太空监视                             |
| 小行星128043                | 2003 LN1  | 2003年6月2日  | 基特峰             | 太空监视                             |
| 小行星128044                | 2003 LA3  | 2003年6月1日  | 基特峰             | 太空监视                             |
| 小行星128045                | 2003 LH6  | 2003年6月6日  | 芦苇溪             | 约翰·布劳顿                          |
| 小行星128046                | 2003 MY1  | 2003年6月23日 | 可可尼诺县         | 洛厄尔天文台近地小行星搜寻计划       |
| 小行星128047                | 2003 MC2  | 2003年6月21日 | 可可尼诺县         | 洛厄尔天文台近地小行星搜寻计划       |
| 小行星128048                | 2003 MG3  | 2003年6月25日 | 索科罗             | 林肯近地小行星研究小组               |
| 小行星128049                | 2003 MA6  | 2003年6月26日 | 索科罗             | 林肯近地小行星研究小组               |
| 小行星128050                | 2003 MJ6  | 2003年6月26日 | 海勒卡拉           | 近地小行星追踪                       |
| 小行星128051                | 2003 MT6  | 2003年6月26日 | 海勒卡拉           | 近地小行星追踪                       |
| 小行星128052                | 2003 MW8  | 2003年6月28日 | 索科罗             | 林肯近地小行星研究小组               |
| 小行星128053                | 2003 MB9  | 2003年6月29日 | 索科罗             | 林肯近地小行星研究小组               |
| 小行星128054Eranyavneh      | 2003 MR9  | 2003年6月28日 | Wise               | D. Polishook                         |
| 小行星128055                | 2003 MM10 | 2003年6月22日 | 可可尼诺县         | 洛厄尔天文台近地小行星搜寻计划       |
| 小行星128056                | 2003 MU12 | 2003年6月30日 | 索科罗             | 林肯近地小行星研究小组               |
| 小行星128057                | 2003 NR   | 2003年7月1日  | 海勒卡拉           | 近地小行星追踪                       |
| 小行星128058                | 2003 NJ2  | 2003年7月3日  | 芦苇溪             | 约翰·布劳顿                          |
| 小行星128059                | 2003 NW2  | 2003年7月1日  | 海勒卡拉           | 近地小行星追踪                       |
| 小行星128060                | 2003 NJ3  | 2003年7月4日  | 可可尼诺县         | 洛厄尔天文台近地小行星搜寻计划       |
| 小行星128061                | 2003 NN3  | 2003年7月2日  | 海勒卡拉           | 近地小行星追踪                       |
| 小行星128062Szrogh          | 2003 NW5  | 2003年7月6日  | 马特劳山           | Piszkéstető、K. Sárneczky、B. Sipőcz |
| 小行星128063                | 2003 NB8  | 2003年7月8日  | 帕洛马山           | 近地小行星追踪                       |
| 小行星128064                | 2003 NK9  | 2003年7月1日  | 索科罗             | 林肯近地小行星研究小组               |
| 小行星128065Bartbenjamin    | 2003 OK   | 2003年7月19日 | Desert Moon        | B. L. Stevens                        |
| 小行星128066                | 2003 OM   | 2003年7月17日 | 芦苇溪             | 约翰·布劳顿                          |
| 小行星128067                | 2003 OK4  | 2003年7月22日 | 帝王台             | 帝王台近地天體巡天                   |
| 小行星128068                | 2003 OT4  | 2003年7月22日 | 海勒卡拉           | 近地小行星追踪                       |
| 小行星128069                | 2003 OF7  | 2003年7月24日 | 帝王台             | 帝王台近地天體巡天                   |
| 小行星128070                | 2003 OE8  | 2003年7月25日 | 芦苇溪             | 约翰·布劳顿                          |
| 小行星128071                | 2003 OS9  | 2003年7月25日 | 索科罗             | 林肯近地小行星研究小组               |
| 小行星128072                | 2003 OV9  | 2003年7月25日 | 索科罗             | 林肯近地小行星研究小组               |
| 小行星128073                | 2003 OQ10 | 2003年7月27日 | 芦苇溪             | 约翰·布劳顿                          |
| 小行星128074                | 2003 OF13 | 2003年7月27日 | 芦苇溪             | 约翰·布劳顿                          |
| 小行星128075                | 2003 OW14 | 2003年7月22日 | 帕洛马山           | 近地小行星追踪                       |
| 小行星128076                | 2003 OA15 | 2003年7月22日 | 帕洛马山           | 近地小行星追踪                       |
| 小行星128077                | 2003 OS16 | 2003年7月26日 | 索科罗             | 林肯近地小行星研究小组               |
| 小行星128078                | 2003 OE17 | 2003年7月29日 | 帝王台             | 帝王台近地天體巡天                   |
| 小行星128079                | 2003 OL17 | 2003年7月29日 | 帝王台             | 帝王台近地天體巡天                   |
| 小行星128080                | 2003 OQ20 | 2003年7月31日 | 芦苇溪             | 约翰·布劳顿                          |
| 小行星128081                | 2003 OO21 | 2003年7月29日 | 芦苇溪             | 约翰·布劳顿                          |
| 小行星128082                | 2003 OS23 | 2003年7月22日 | 海勒卡拉           | 近地小行星追踪                       |
| 小行星128083                | 2003 OJ26 | 2003年7月24日 | 帕洛马山           | 近地小行星追踪                       |
| 小行星128084                | 2003 OP29 | 2003年7月24日 | 帕洛马山           | 近地小行星追踪                       |
| 小行星128085                | 2003 OT29 | 2003年7月24日 | 帕洛马山           | 近地小行星追踪                       |
| 小行星128086                | 2003 OQ31 | 2003年7月30日 | 帝王台             | 帝王台近地天體巡天                   |
| 小行星128087                | 2003 PH   | 2003年8月1日  | 芦苇溪             | 约翰·布劳顿                          |
| 小行星128088                | 2003 PL   | 2003年8月1日  | 伊德里亚           | J. Skvarc                            |
| 小行星128089                | 2003 PG3  | 2003年8月2日  | 海勒卡拉           | 近地小行星追踪                       |
| 小行星128090                | 2003 PJ4  | 2003年8月2日  | 芦苇溪             | 约翰·布劳顿                          |
| 小行星128091                | 2003 PY5  | 2003年8月1日  | 索科罗             | 林肯近地小行星研究小组               |
| 小行星128092                | 2003 PJ6  | 2003年8月1日  | 索科罗             | 林肯近地小行星研究小组               |
| 小行星128093                | 2003 PE7  | 2003年8月1日  | 海勒卡拉           | 近地小行星追踪                       |
| 小行星128094                | 2003 PT7  | 2003年8月2日  | 海勒卡拉           | 近地小行星追踪                       |
| 小行星128095                | 2003 PU7  | 2003年8月2日  | 海勒卡拉           | 近地小行星追踪                       |
| 小行星128096                | 2003 PZ7  | 2003年8月2日  | 海勒卡拉           | 近地小行星追踪                       |
| 小行星128097                | 2003 PS8  | 2003年8月4日  | 索科罗             | 林肯近地小行星研究小组               |
| 小行星128098                | 2003 PX8  | 2003年8月4日  | 索科罗             | 林肯近地小行星研究小组               |
| 小行星128099                | 2003 PC9  | 2003年8月4日  | 索科罗             | 林肯近地小行星研究小组               |
| 小行星128100                | 2003 PY9  | 2003年8月3日  | Needville          | W. G. Dillon、J. Dellinger           |